# Landschaftsschutzgebiet Ruhrtal südlich Ensthof

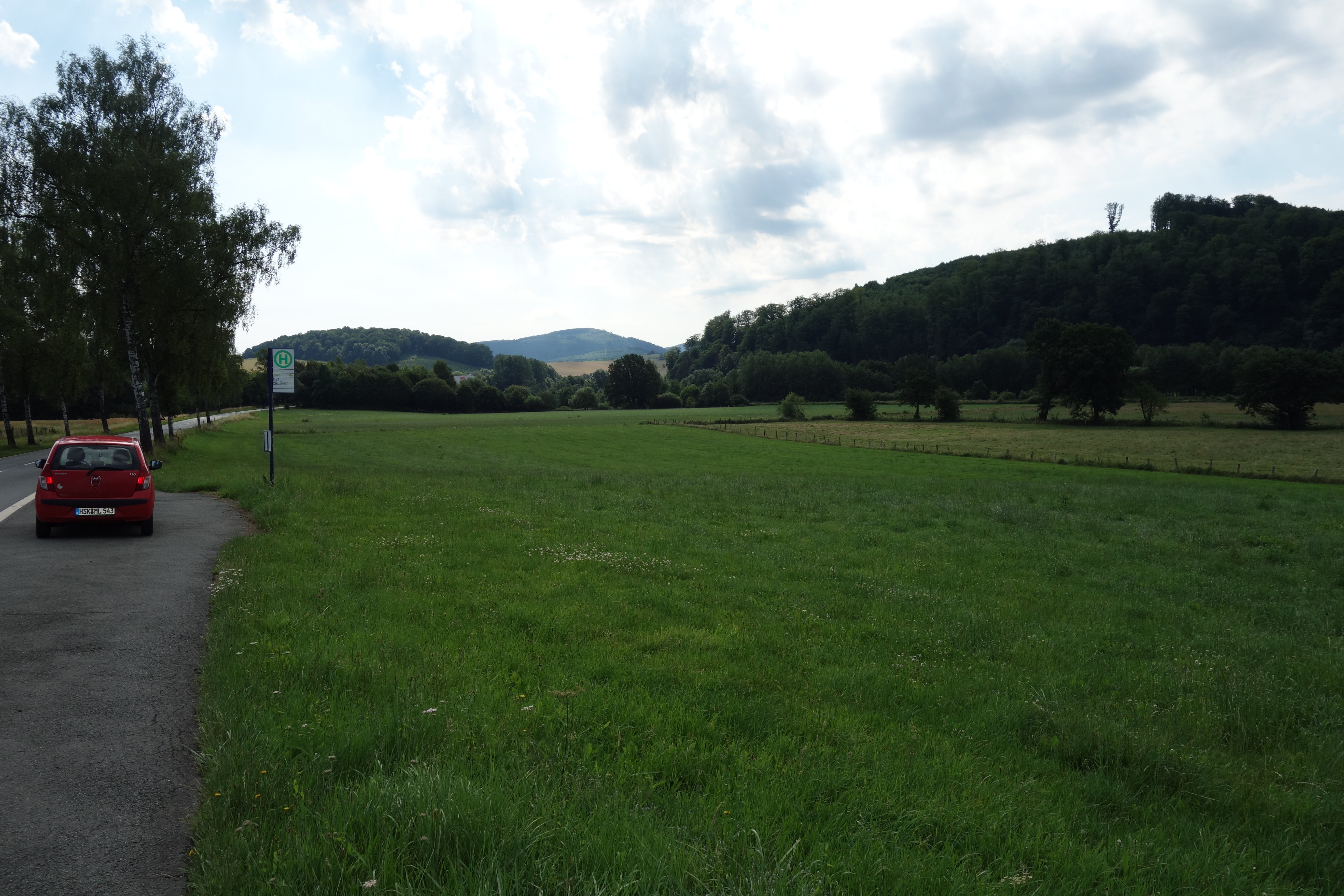
Ostteil vom Landschaftsschutzgebiet Ruhrtal südlich Ensthof

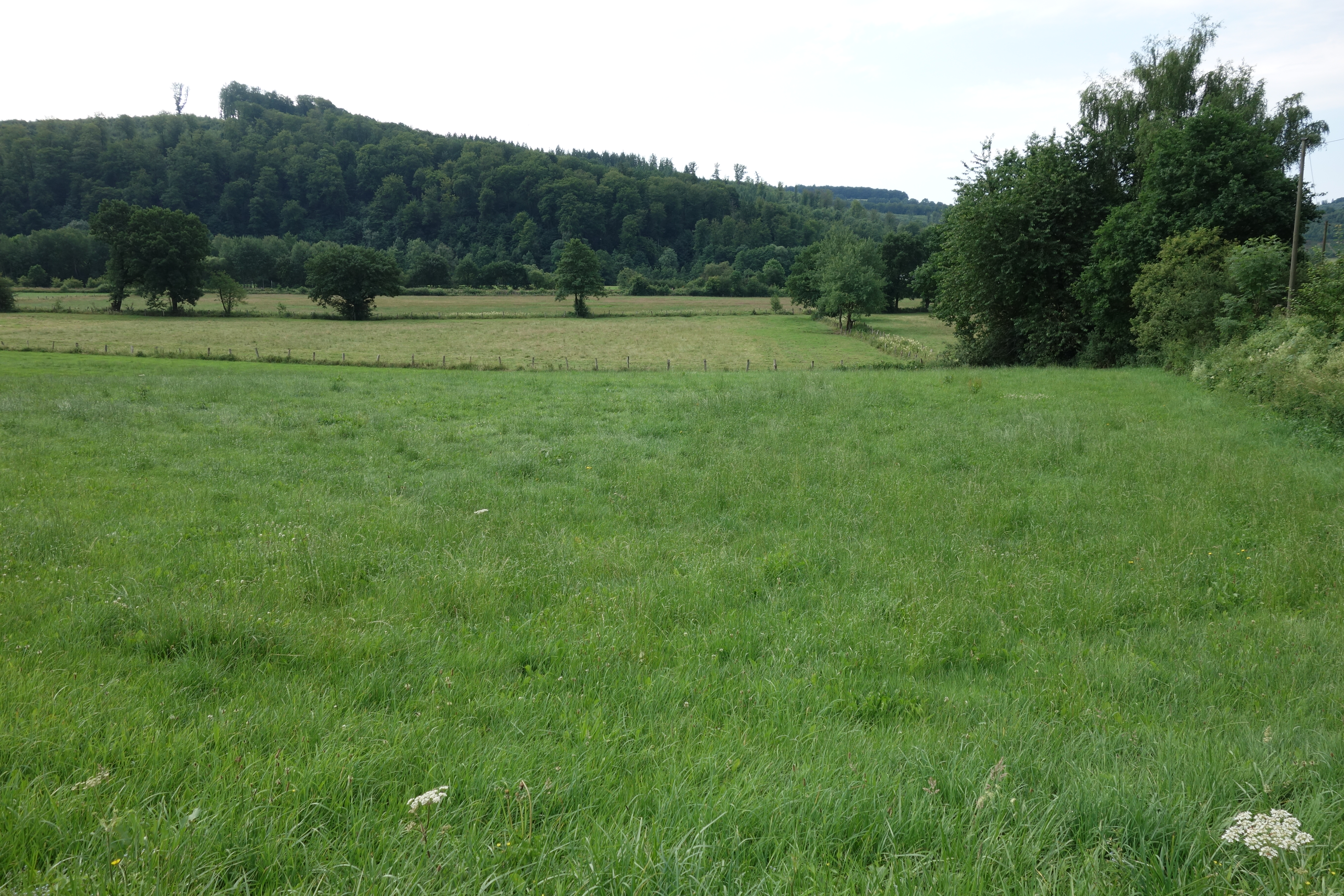
Westteil vom Landschaftsschutzgebiet Ruhrtal südlich Ensthof

Das Landschaftsschutzgebiet Ruhrtal südlich Ensthof mit 16,3 ha Fläche lag im Stadtgebiet von Meschede und im Hochsauerlandkreis. Das Gebiet wurde 1994 mit dem Landschaftsplan Meschede durch den Kreistag des Hochsauerlandkreises als Landschaftsschutzgebiet (LSG) ausgewiesen. Das Landschaftsschutzgebiet Ruhrtal südlich Ensthof wurde als Landschaftsplangebiet vom Typ C, Wiesentäler, ausgewiesen. Das LSG gehörte zum Naturpark Sauerland-Rothaargebirge. Bei der Neuaufstellung des Landschaftsplanes Meschede wurde das LSG eine von fünf Teilflächen vom  Landschaftsschutzgebiet Ruhrauenabschnitte zwischen Henne und Wenne.

## Beschreibung
Das LSG lag südwestlich von Enste bzw. dem Industriegebiet Enste und grenzte südlich an die Ruhr. Im LSG lag Grünland in der Flussaue der Ruhr. Das Naturschutzgebiet Ruhrtal bei Laer grenzte südlich an das LSG an.

## Schutzvorschriften
Wie in den anderen Landschaftsschutzgebieten vom Typ C im Landschaftsplangebiet Meschede bestand in diesem LSG ein Umwandlungsverbot von Grünland und Grünlandbrachen in Acker oder andere Nutzungsformen. Eine Erstaufforstung und eine Anlage von Weihnachtsbaumkulturen war verboten. Eine maximal zweijährige Ackernutzung innerhalb von zwölf Jahren war hingegen erlaubt, falls damit die Erneuerung der Grasnarbe vorbereitet wird. Dies gilt als erweiterter Pflegeumbruch. Beim erweiterten Pflegeumbruch muss ein Mindestabstand von fünf Metern vom Mittelwasserbett eingehalten werden.

## Schutzzweck
Die Ausweisung erfolgte zur Ergänzung der Naturschutzgebiets-Ausweisung von Meschede um ein Offenlandbiotop-Verbundsystem zu schaffen, damit Tiere und Pflanzen Wanderungs- und Ausbreitungsmöglichkeiten behalten, und dem Erhalt der Vorkommen geschützter Vogelarten sowie dem Schutz artenreicher Pflanzengesellschaften.